# La Politique du mâle
La Politique du mâle (titre original: Sexual Politics) est un essai féministe, écrit par Kate Millett, publié en 1970. Une réédition française de 2007 reprend son titre original en anglais : Sexual Politics. Il concerne la société occidentale et les rôles attribués aux personnes selon leur sexe.
Kate Millett explique que la sexualité a un aspect politique très souvent négligé et s'intéresse à la façon dont le système patriarcal influence les relations sexuelles, en mettant en exergue les romans de D. H. Lawrence, Henry Miller et Norman Mailer. Elle soutient que ces auteurs considèrent la sexualité et en parlent dans leurs ouvrages d'une façon patriarcale et sexiste. À l'opposé elle applaudit les textes plus nuancés de Jean Genet, auteur homosexuel. D'autres auteurs sont étudiés dont Sigmund Freud, George Meredith, John Ruskin et John Stuart Mill.

## L'essai
Cet essai est issu de la thèse que son autrice a soutenue en 1970 à l'université Columbia, aux États-Unis. L'essai paraît en 1970, également en France. Une réédition en France de 2007 reprend son titre original en anglais : Sexual Politics.
Dans cet ouvrage, Kate Millett considère la société occidentale et les rôles dévolus aux personnes selon leur sexe au sein de celle-ci,. Elle dénonce notamment le système patriarcal qui assujettit les femmes aux hommes. Afin d'appuyer son propos, l'autrice utilise l'analyse de textes d'auteurs : Henry Miller, D. H. Lawrence, Norman Mailer, Jean Genet.

## Influences
Selon l'historien Richard Webster, dans son ouvrage Why Freud Was Wrong, publié en 1995, La Politique du mâle a été largement influencée par l'essai de Simone De Beauvoir, Le Deuxième Sexe, quand elle analyse la psychanalyse comme étant réactionnaire. La journaliste et autrice Florence Monterynaud indique qu'elle « renouvelle l'analyse des rôles sexuels faite par Simone de Beauvoir et par Betty Friedan ».

## Accueil
La Politique du mâle (traduction française d'Elisabeth Gille) est devenu un classique féministe et a été présenté comme le premier ouvrage de critique littéraire féministe et l'« un des premiers livres féministe à susciter la colère mâle dans toute la nation ». Bien que, au cours des années, son statut ait décliné, La Politique du mâle reste une référence théorique importante pour la seconde vague féministe des années 1970.
Norman Mailer, dont les textes, et principalement son roman An American Dream publié en 1965, sont critiqués par Millet, écrit l'article « The Prisoner of Sex » dans Harper's Magazine dans lequel il défend Miller et Lawrence,.
A contrario, la psychanalyste Juliet Mitchell explique que Millet, comme de nombreuses autres féministes, a mal lu Freud et n'a pas compris les implications de la psychanalyse pour le féminisme. La critique littéraire Camille Paglia définit La Politique du mâle comme « un livre atroce » qui « réduit le complexe travail artistique à son contenu politique ». Elle l'accuse d'être à l'origine de ce qu'elle voit comme un excès des études féministes surtout dans les attaques contre un supposé sexisme des auteurs occidentaux.

## Postérité
L'éditeur Doubleday affirme que le livre est un des dix plus importants ouvrages qu'il a publiés durant ses cent années d'existence et l'a inclus dans l'anthologie publiée pour son anniversaire.
Cet essai fait partie des « classiques du féminisme » et a contribué au développement des recherches scientifiques concernant les femmes.

## Éditions

### Éditions en langue originale
- Doubleday, 1970 (Garden City, New York, États-Unis)
- Rupert Hart-Davis Ltd., 1971 (Londres, Royaume-Uni)
- Virago, 1977 (Londres, Royaume-Uni)
- University of Illinois Press, 2000 (Urbana, États-Unis)
- Columbia University Press, 2016 (New York, États-Unis)

### Éditions en langue française
- La Politique du mâle, Éditions Stock, 1971 (Paris, France) ; traductrice : Élisabeth Gille
- La Politique du mâle, Éditions du Seuil, 1983 (Paris, France) ; traductrice : Élisabeth Gille
- Sexual Politics : La politique du mâle, Éditions des femmes, 2007 (Paris, France) ; traductrice : Élisabeth Gille
- Sexual Politics : La politique du mâle, des femmes-Antoinette Fouque, coll. « Les classiques du féminisme américain », 2020 (Paris, France) ; traductrice : Élisabeth Gille